# Roman Ungern von Sternberg
O barão Robert Friederich Nickolaus von Ungern-Sternberg (Em russo: Роман Фёдорович Унгерн фон Штернберг Román Fiódorovich Úngern fon Shtérnberg), apelidado de O Barão Sanguinário ou simplesmente Barão Ungern, (Graz, 22 de janeiro de 1886 — Novonikolayevsk, 15 de setembro de 1921) foi um militar russo de origem alemão do Báltico, um dos líderes do Movimento Branco durante a Guerra Civil Russa, posteriormente senhor da guerra na Mongólia e os territórios a leste do lago Baikal. Projetava criar um grande império na Ásia Central, seguindo passo de Genghis Khan. Apesar de ter nascido von Ungern-Sternberg, mudou seu nome para Ungern von Sternberg.
De acordo com o XIII Dalai Lama, Roman Ungern von Sternberg era uma encarnação de Mahakala.

## Biografia
Nascido em uma família aristocrática alemã do Báltico, cresceu na Reval (hoje Tallinn), na Estônia, então parte do Império Russo, sob a supervisão de seu padrasto Oscar von Hoyningen-Huene. Durante a adolescência, Ungern-Sternberg era conhecido pelo seu comportamento tirânico com outros adolescentes e pela sua crueldade com os animais. Após graduar-se na Escola Militar de Pavlovsk, serviu na Sibéria, onde foi cativado pelo estilo de vida nômade dos povos, como os mongóis e os buriatos.
Durante a Primeira Guerra Mundial, combateu na Galícia e foi considerado um oficial valente, mas imprudente e de mente instável, ao ponto de que o general Piotr Wrangel chegou a mencionar em suas memórias que tinha medo de promovê-lo a um posto mais alto. Após a Revolução de Fevereiro de 1917, foi enviado pelo Governo Provisório Russo ao Extremo Oriente russo, como subordinado do general Grigori Semiónov para estabelecer uma presença militar leal naquele lugar.
Ungern-Sternberg possuía extremo orgulho das origens aristocráticas da sua família. Ele escreveu que sua família nunca "recebeu ordens das classes trabalhadoras" e considerava escandaloso que "trabalhadores sujos que nunca tiveram seus próprios servos possam ter uma palavra a dizer nas decisões do vasto império russo".

### Revolução Bolchevique
Após a Revolução de Outubro de 1917, Semiónov e Ungern von Sternberg decidiram enfrentar os bolcheviques. Durante os próximos meses, Ungern von Sternberg destacou por sua extrema crueldade contra a população local e os seus próprios subordinados, ganhando o apelido de "Barão Sanguinário". Também é conhecido como "o Barão Louco" por seu comportamento extremamente excêntrico. Embora Semenov e Ungern von Sternberg se oponham aos bolcheviques, não eram parte do Movimento Branco e não reconheciam a autoridade do almirante Aleksandr Kolchak, o líder nominal. Na verdade, os dois generais recebiam apoio dos japoneses, que queriam estabelecer um governo fantoche no Extremo Oriente Russo, sob o governo de Semiónov. Para os líderes do Movimento Branco, que acreditavam em uma Rússia “forte e indivisível”, isto era alta traição.
Ungern von Sternberg formou uma unidade integrada por russos, buriatos e cossacos, a qual saquearam os trens das provisões dos dois bandos envolvidos na guerra civil: branco e vermelho. Devido a que Kolchak tinha a sua base de operações na Sibéria central, Semiónov e Ungern von Sternberg operavam na área Transbaikalia, ao oriente. Seus ataques aos comboios/trens que viajam de Vladivostok em operações ferroviárias na ferrovia transiberiano afetaram consideravelmente as operações de Kolchak nos Montes Urais.

### Vida como senhor da guerra
Em 1920, se separou de Semiónov e tornou-se um senhor da guerra. Acreditava que a monarquia era o único sistema social que poderia salvar a civilização ocidental da corrupção e a auto-destruição. Começou a considerar a ideia de restaurar no trono chinês a Dinastia Qing, em seguida, unir sob a sua soberania às nações do Extremo Oriente.
Desde 1919, Mongólia tinha sido ocupada por tropas da República da China. No final de 1920, Ungern von Sternberg, ingressou com as tropas na Mongólia convidado pelo deposto Bogd Khan, que havia sido governante civil e religioso no país. Em Janeiro de 1921, o exército de Ungern von Sternberg assaltou, a capital da Mongólia, Urga (hoje Ulan Bator), várias vezes, mas foi repelido com fortes baixas. Em seguida, o general russo ordenou às suas tropas criar uma grande quantidade de incêndios nas montanhas ao redor de Urga, para fazer parecer que a cidade estava rodeada por uma força avassaladora. Em fevereiro de 1921, sem luta alguma, expulsou os chineses da cidade.
Em 13 de março de 1921, Mongólia foi proclamada uma monarquia independente, com Ungern von Sternberg como um ditador. Porque era um místico fascinado com as crenças e religiões do Extremo Oriente, como o budismo, Ungern von Sternberg acreditava que era a reencarnação de Genghis Khan e sua filosofia era uma excepcional mescla de nacionalismo russo com crenças mongóis e chinesas.
Cerca de 850 pessoas foram executadas por ordem do Barão entre fevereiro e agosto de 1921.

### Ditadura na Mongólia
A invasão de Ungern von Sternberg na Mongólia imortalizou seu nome e alterou o curso do destino de Mongólia.
Depois da Revolução de Outubro, ele lutou contra os comunistas, o exército do atamão Semenov e, antes de chegar a Mongólia, foi nomeado como general. Quando Ungern von Sternberg entrou na Mongólia, perto do rio Onon, os veículos lhe deram-lhe uma recepção calorosa. Os mongóis acreditaram que o czar o havia enviado para expulsar os soldados chineses e libertar a Mongólia.
Os mongóis, cujo ódio aos chineses haviam chegado a um ponto crítico, viram o Barão Ungern von Sternberg como seu salvador e uniram ao seu exército e deu-lhe novas disposições. Ele estava consciente das expectativas dos mongóis e procurou obter o apoio da Mongólia dizendo que seu objetivo era liberar a Mongólia dos chineses, restaurar Bogd Khan ao seu trono legítimo e restaurar a sua autonomia.
O Barão Ungern von Sternberg recrutou os mongóis para reforçar as suas forças e atacou Hüree em 26 de outubro de 1920. Após dez dias de batalha, Ungern von Sternberg tinha outra escolha senão retirar-se. Ele foi capaz de mobilizar muitos mongóis ao dizer que ele iria libertar o Bogd dos chineses. Este russo colocou um deel mongol (traje nacional), com a insígnia de um general sobre o ombro, se proclamou budista e anunciou os projetos grandiosos para reavivar o império de Genghis Khan. No começo de 1921, realizou um ataque surpresa sobre os chineses, entraram e resgataram o Bogd Khan e Enh Dagina, a batalha continuou por cerca de dez dias e Huree foi "libertada" em 4 de fevereiro de 1921. Os chineses escaparam ao norte até Hiagt.
Ungern von Sternberg planejava devolver aos reis da Mongólia, China e Manchúria ao poder. Como primeiro passo, pôs o Khan Bogd de novo ao trono, restaurou a autonomia e formou cinco ministérios. Em reconhecimento de sua realização para restaurar sua autonomia, o Bogd Khan concedeu ao Ungern von Sternberg o título de Hoshoi Chin Van.
O novo governo enviou uma declaração a países estrangeiros buscando o reconhecimento da autonomia da Mongólia.
O Hoshoi Chin Van iniciou um programa, que mais tarde ganharia o epíteto de “Barão Sanguinário”. Afirmou que adorava Genghis Khan e confiava os mongóis, mas odiava os bolcheviques e os judeus, dos quais havia muitos em Hüree. Um sádico coronel Sepailoff foi designado governador do Hüree por Ungern von Sternberg. Era insano e assassino natural. Ele não ficaria satisfeito até que todos os judeus e os partidários bolcheviques em Hüree foram matados. As tropas de Xu Shuzeng que foram concentradas perto de Kalgan planejaram outra ofensiva; uma grande batalha ocorreu perto de Choir, onde aproximadamente três a quatro mil soldados chineses foram mortos, marcando o fim da unidade militar chinesa em Little Xu.
Agora que Mongólia se tornou um bastião das guardas anticomunista Brancas de Ungern von Sternberg, as autoridades em Moscou e Verkhneundinsk tiveram de tomar medidas de emergência. Os soviéticos começaram a conduzir duas políticas diferentes em relação à Mongólia. O Komintern e as autoridades da seção Extremo Oriente da Oficina siberiana não quiseram perder a Mongólia. Seu objetivo era acender as chamas de uma revolução no leste e por essa razão, enviaram o Exército Vermelho para Mongólia para expulsar os Guardas Brancos. Não se preocuparam se a Mongólia fazia parte da China ou não. O Komintern criou um partido político, armado com a teoria revolucionária, para administrar este governo e estabelecer um exército nacional.
Dois projetos foram desenvolvidos para derrubar Ungern von Sternberg e sua Divisão de Cavalaria asiática. Em 1920-21 Shumyatskii delineado o plano de criação de uma unidade mongol revolucionário, armando e conduzindo às Guardas Brancas até a fronteira. Por outro lado, o Exército Vermelho os encontraria. O plano calculado pelo governo do Extremo Oriente da República era totalmente diferente. Pedindo o Exército Vermelho para avançar para Hüree. A contradição entre os dois projetos não era se o Exército Vermelho ocuparia Hüree, mas em duas atitudes diferentes em relação a revolução na Mongólia. O Primeiro-Ministro da República distante Oriental N. Matveyev e do Comandante do Quinto Exército A. Matiyasevich viu o avanço do Exército Vermelho em Hüree um ato imprudente. A ocupação do Hüree era uma questão diplomática e portanto devem ser considerados por separado de Ungern von Sternberg.

### Derrota, captura e execução
Depois de escapar de Hüree, as duas divisões de cavalaria do Barão Ungern von Sternberg se colocaram perto de Hüitnii Am, na parte central da Mongólia. O Exército Vermelho, que havia entrado em Hüree, levou Ungern von Sternberg ao norte da fronteira da Rússia Soviética. O Barão Louco apresentou uma resistência obstinada a ambos os lados da fronteira Soviético-Mongol, mas foi capturado e entregue ao Exército Vermelho em 22 de agosto de 1921 pelos mesmos mongóis os próprios que havia recrutado.
Não foi capturado em Irkutsk, mas em Novonikolaevsk, que era a capital oficial da Sibéria. O julgamento teve ampla cobertura na imprensa. Foi condenado a ser fuzilado. Quando a notícia da sua morte chegou Hüree, a iniciativa de Bogd aos templos e mosteiros realizada uma cerimônia de oração em seu nome.
O primeiro-ministro Ungern Magsarjav do governo decidiu silenciosamente lançar em seu terreno com o governo e o povo e em 21 de julho de 1921 massacrou os russos Brancos em Uliastai. No final do ano, os exércitos Brancos na Mongólia ocidental haviam sido destruídos ou expulsos.
O exército de Oremburgo foi localizado perto de Chuguchak em Xinjiang. Havendo tomado conhecimento da enorme proeza de Ungern na Mongólia, fugiram para o leste, mas encontrou o Exército Vermelho em Shar sum. O general se rendeu e foi detido. Ele foi executado silenciosamente. As tropas lideradas por Baikalov e Khasbaatar foram sitiadas por quarenta e dois dias por remanescentes das unidades Brancas. Em janeiro de 1922, a parte ocidental da Mongólia, foi quase totalmente libertada das Guardas Brancas. O Exército Vermelho permanecia lá, como tinha sido concedido um pedido para que eles ficassem em agosto de 1921.
Um grande número de fatores ajudou a fazê-lo conhecido como Barão Sangrento. Um deles era um livro intitulado “Bestas, Homens e Deuses”, escrito mais tarde por um professor polonês na Universidade de Omsk, Ferdinand Ossendowski. Viajou pelo Leste da Mongólia e Hüree, fez amizade com Ungern e testemunhou as batalhas entre Pentecostes e os comunistas, escreveu sobre eles de forma eloquente.
Outra coisa que fez Ungern von Sternberg uma lenda era o ouro enterrado e os objetos de valor da Divisão de Cavalaria asiática. Seu valor é insignificante se comparado ao ouro em Turim, que desapareceu no final da Segunda Guerra Mundial; no entanto, como Ossendowski, foram ocultados muitos objetos valiosos e 1 800 kilogramas de ouro, prata e pedras preciosas. Embora este eram o tesouro do futuro Império Genghisense que "O Barão Louco" planejou a construir, após a chegada do Exército Vermelho, enviou-os a um banco em Jailar para depósito. Os soldados que levavam os tesouros eram incapazes de cruzar a fronteira mongólica e enterraram todos os tesouros nas estepes da Mongólia. Até agora ninguém encontrou o esconderijo e os rumores que rodeiam o tesouro se tornaram em lendas.